# Circulaspis fistulata
Circulaspis fistulata är en insektsart som först beskrevs av Ferris 1921.  Circulaspis fistulata ingår i släktet Circulaspis och familjen pansarsköldlöss. Inga underarter finns listade i Catalogue of Life.